# Österbymo
Österbymo este un oraș în Suedia.

## Demografie
| \| Evoluția demografică a zonei urbane Österbymo, 1970–2015 \| Evoluția demografică a zonei urbane Österbymo, 1970–2015 \| Evoluția demografică a zonei urbane Österbymo, 1970–2015 \| Evoluția demografică a zonei urbane Österbymo, 1970–2015 \| Evoluția demografică a zonei urbane Österbymo, 1970–2015 \| \| --------------------------------------------------------------------------------------- \| -------------------------------------------------------- \| -------------------------------------------------------- \| -------------------------------------------------------- \| -------------------------------------------------------- \| \| An \| \| \| Locuitori \| \| \| 1970 \| 1970 \| \| 793 \| 793 \| \| 1975 \| 1975 \| \| 901 \| 901 \| \| 1980 \| 1980 \| \| 930 \| 930 \| \| 1990 \| 1990 \| \| 1.004 \| 1.004 \| \| 1995 \| 1995 \| \| 1.028 \| 1.028 \| \| 2000 \| 2000 \| \| 988 \| 988 \| \| 2005 \| 2005 \| \| 873 \| 873 \| \| 2010 \| 2010 \| \| 834 \| 834 \| \| 2015 \| 2015 \| \| 897 \| 897 \| \| Sursa: SCB - Statistika Centralbyrån, Folkmängden per tätort. Vart femte år 1960 - 2016 \| \| \| \| \| |      |  |           |       |
| Evoluția demografică a zonei urbane Österbymo, 1970–2015 |      |  |           |       |
| An |      |  | Locuitori |       |
| 1970 | 1970 |  | 793       | 793   |
| 1975 | 1975 |  | 901       | 901   |
| 1980 | 1980 |  | 930       | 930   |
| 1990 | 1990 |  | 1.004     | 1.004 |
| 1995 | 1995 |  | 1.028     | 1.028 |
| 2000 | 2000 |  | 988       | 988   |
| 2005 | 2005 |  | 873       | 873   |
| 2010 | 2010 |  | 834       | 834   |
| 2015 | 2015 |  | 897       | 897   |
| Sursa: SCB - Statistika Centralbyrån, Folkmängden per tätort. Vart femte år 1960 - 2016 |      |  |           |       |